# サンウィンマキン
サヌインマキン （ビルマ語: ဆနွင်းမကင်း  ;発音 [sʰənwɪ́ɴməkɪ́ɴ]  ）とは、ミャンマーの伝統的な菓子である。ミャンマーでは一般的に同国の伝統的な寄付の饗宴やサトゥディタの饗宴で食べられるほか、路上の屋台でも広く売られている。 ミャンマーはインドとタイ王国に挟まれた国であり、この菓子はインドのハルヴァ、タイのカノムモーゲーンと類似している。
サヌインマキンの中で最も人気のある、シュウェギサヌインマキン（ရွှေချီဆနွင်းမကင်း）またはシュウェギモント（ရွှေချီဆနွင်းမုန့်）は、セモリナ粉やコンデンスミルク、バター、ココナッツミルク、ケシの種子を主たる材料とする。いくつかの調理法においては、卵、カシューナッツ、レーズンが用いられることもある 。近頃では、芋サヌインマキン（အာလူးဆနွင်းမကင်း）やバナナサヌインマキン(ငှက်ပျောဆနွင်းမကင်း) ）を作るために、セモリナの代わりとして他のでんぷんが代用されるようになっている。
日本の新聞「朝日新聞」の特派員・染田屋竜太はサヌインマキンの食感を餅にたとえており、かなりおなかにたまりやすいと述べている。